# Picón Blanco
De Picón Blanco is een heuveltop in het Cantabrisch Gebergte gelegen in de Spaanse gemeente Espinosa de los Monteros in de provincie Burgos (Castilië en León). Op de top ligt een oude militaire basis met zendantennes.
De beklimming vanuit Espinosa de los Monteros is 8,3 kilometer lang en overbrugt 761 hoogtemeters met een gemiddeld stijgingspercentage van 9,2 %. Het steilste stuk over 100 m halfweg de klim heeft een stijgingspercentage van 17,9 %. De top van de beklimming ligt op 1.516 meter hoogte.

## Ritwinnaars op de Picón Blanco
Ronde van Spanje
- 2021, derde etappe:  Rein Taaramäe
- 2024, twintigste etappe:  Eddie Dunbar

Ronde van Burgos
- 2017, derde etappe:  Mikel Landa
- 2018, derde etappe:  Miguel Ángel López
- 2019, derde etappe:  Iván Ramiro Sosa
- 2020, derde etappe:  Remco Evenepoel
- 2021, derde etappe:  Romain Bardet